# Newport News
Newport News è una città autonoma (independent city) degli Stati Uniti d'America, situata nello Stato della Virginia. Al censimento del 2020 registrava una popolazione di 186 247 abitanti.
Posta alla foce del fiume James, è un porto attivo, con cantieri navali, raffinerie di petrolio, industrie meccaniche, alimentari, chimiche e tessili.
C'è un'università, la Christopher Newport University.